# Osmar Molinas
Osmar de la Cruz Molinas González (Capiatá, 3 maggio 1987) è un calciatore paraguaiano, centrocampista del Club Libertad.

## Carriera

### Club Olimpia
Dal 2006 gioca nell'Olimpia Asunción, squadra con cui conta oltre 150 presenze.

### Colo-Colo
Il 10 luglio 2011 firma un contratto fino al 2015 con i cileni del Colo-Colo.

### Nazionale
Nel 2010 debutta con la Nazionale paraguaiana.

## Caratteristiche tecniche
Buono in fase di interdizione grazie al suo fisico possente, ha molti problemi in fase di costruzione di gioco.